# Судья (роман Ламберта)
«Судья» (фр. Le juge) — вторая книга французского актёра Кристофа Ламбера, написанная в жанре полицейского триллера с элементами антиутопии. Бывший агент израильских спецслужб Кристофер Келлер, живущий в Париже, вершит своё правосудие над криминальными элементами столицы.

## Сюжет
Динамично развивающийся сюжет романа «Судья» повествует о нескольких напряженных днях жизни бывшего агента Моссада Келлера, за которые он должен найти похищенную мерзавцами девочку и покарать преступников и их главаря.
В тесный клубок переплелись нити судеб людей, ставших невольно союзниками главного героя: опытного куратора израильской «Сайерет маткаль», знающего о беспощадной войне бывшего их сотрудника Келлера с криминалом; высокооплачиваемой дамы из эскорт-услуг; комиссара полиции Люка Меринье и его подчиненных. И разномастных бандитов — врагов Келлера, над которыми он совершит свой справедливый суд в течение этих бесконечных дней. Среди них простые тупые «шестёрки», заказной убийца, торговцы оружием, наркотиками и детьми. Но главное чудовище — криминальный авторитет Мбосси, который со своей армией головорезов попытается захватить Париж...

## История замысла
После успеха романа «Девушка-амулет» Ламберт начал работать над произведением, более созвучным времени и жизненным обстоятельствам. Поэтому эпиграфами своего нового романа он выбрал высказывание Жана Ротру «Несправедливость молчит, справедливость плачет» и пословицу «Не бойся закона, а бойся судьи». И роман просто и коротко назвал «Судья».

## Художественная особенность
Трудно вообразить, но Ламберт смог «вывернуть наизнанку» расхожее представление о Париже, как о городе романтической идиллии. Город, в котором существует Келлер — опасен и полон насилия, и это нельзя сбрасывать со счетов. Роман Кристофера «Судья» был фантастической антиутопией всего несколько месяцев — до страшных событий в Париже. После ноябрьского нападения террористов он превратился в документальную прозу. Aвтор планировал экранизацию своей книги и вовсю занимался поиском спонсоров и актёров. Возможно, такой сериал станет памяткой для парижан о их горькой повседневности.

## Презентации
Презентация нового романа Ламберта проходила с размахом: телеинтервью, выступления автора на радиостанциях и со страниц печатных и интернет-журналов. Но наибольший вес новому триллеру придало его представление на литературных мероприятиях. Это первый писательский слёт под названием «Звезды пера» и юбилейная ярмарка «Лес книг».